# 寮國交通
寮國是一個亞洲國家，擁有許多現代化的交通運輸方式，包括機場、高速公路，以及連結泰國、全長僅3.5公里的鐵路。
由於位於內陸，因此海港、海運並不存在於寮國；另一方面，由於寮國境內的湄公河雨季、旱季降雨落差極大，且發源地有多處瀑布與激流，因此湄公河的航運價值極其貧乏。

## 地理位置與航運限制

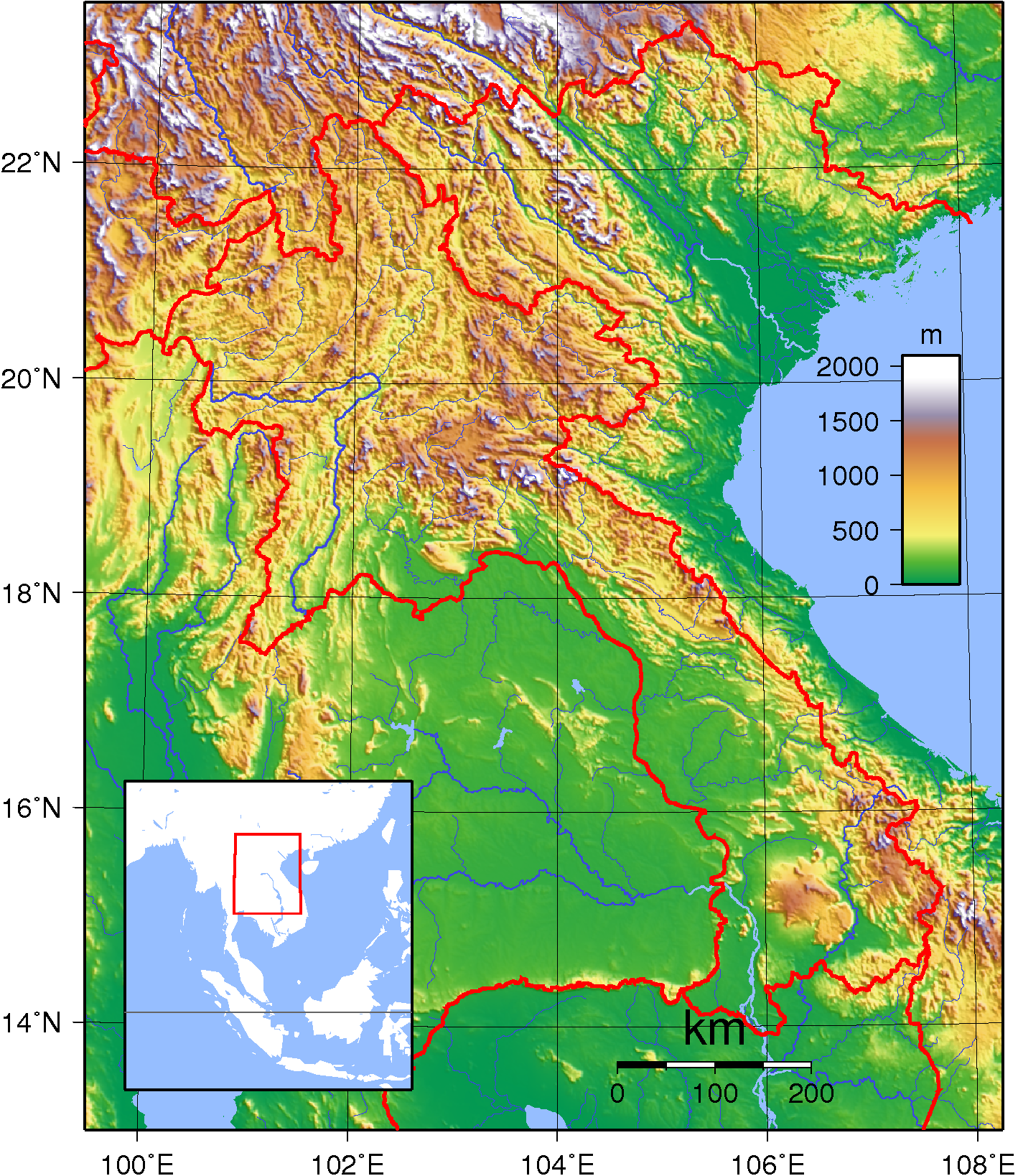
寮國的地形圖

由於寮國境內的多山地形，境內也只有少數可靠的交通路線，這也進一步限制了寮國境的發展，國內的村落間交流也受到了一定程度的影響。湄公河與南烏河雖然是寮國境內唯二的天然河流渠道，不過在十二月份至隔年五月時，低水位不僅限制了船隻噸位的大小，影響的支流也相當的多，此時老撾人只能在河岸窪地村划著獨木舟釣魚、來訪河流上下游附近的地方。
在高高低低的山地之間，需要仰賴雙腳以及牛車來交流，而陡峭的山壁與道路的貧乏造就了流籠與馬兒運輸的興起。
道路網絡在寮國境內並不盛行，最初的道路網絡始於法國殖民時期，並在1950年代增加村落之間的連結，並開發一些新的聚落市鎮，然而到了1994年，前往寮國大多數地區仍相當的昂貴與不便。

## 公路
寮國公路長達39,586公里，但鋪設柏油路面的部分僅有5,415公里。其中一條新的高速公路為凯山丰威汉市連接到越南邊界的老包，這條高速公路是由日本出資興建的，從原先需要九個小時的顛簸路途縮短為數小時就可以到達的快速途徑。
與泰國接壤的湄公河上有第一泰國－寮國友誼大橋與第二泰國－寮國友誼大橋，另外第三泰國－寮國友誼大橋建於2009年3月，並於2011年11月11日通車完工；第四泰國－寮國友誼大橋則在2013年12月11日完工。
全国最重要的公路为贯通南北的13号公路，北起琅南塔省的寮中边境，南至占巴塞省的寮柬边境，途经琅勃拉邦、万象和巴色等重要城市。老挝仅有的三座国际机场——万象瓦岱国际机场、琅勃拉邦国际机场和巴色国际机场——均在13号公路上。

## 空運
寮國境內共有41座機場，其中8座有鋪設跑道；剩下的均為未鋪設跑道機場，瓦岱國際機場是寮國交通最頻繁的機場。

## 管路運輸
截至2013年，共有540公里長的管路，大多是運送石油。